# Equipo Olímpico de Atletas Refugiados
El Equipo Olímpico de Atletas Refugiados (identificado con el código EOR) es una de las delegaciones participantes en los Juegos Olímpicos. Fue establecido por el Comité Ejecutivo del Comité Olímpico Internacional (COI) el día 2 de marzo de 2016, y participó por primera ocasión en los Juegos Olímpicos de Río de Janeiro, ganaría su primera medalla en los Juegos Olímpicos de París 2024.
El COI requirió a los comités olímpicos nacionales que identificaran a los atletas con potencial de participación en los Juegos Olímpicos de Río de Janeiro que se encontraran en calidad de refugiados debido a cualquier conflicto a nivel mundial. Hasta el día de su creación, 43 deportistas eran candidatos para formar parte de la delegación.
El Comité Ejecutivo anunció la lista del equipo el 3 de junio de 2016, el cual estaba conformado por diez atletas.

## Requerimientos
Para formar parte del equipo de refugiados, se verifican los siguientes aspectos:
- Nivel deportivo, que implica el cumplimiento de marcas mínimas
- Calidad de refugiado verificado por la Naciones Unidas.
- Otros aspectos personales.

## Participación
El Equipo Olímpico de Atletas Refugiados se someterá a la normativa de los juegos como cualquier otra delegación. Sin embargo, el costo de la  preparación e indumentaria deportiva, correrán a cargo del COI a través de Solidaridad Olímpica Internacional. Además, su representación oficial será la bandera Olímpica, y en la ceremonia de apertura marchará antes de la representación local.

### Juegos Olímpicos de Río de Janeiro 2016

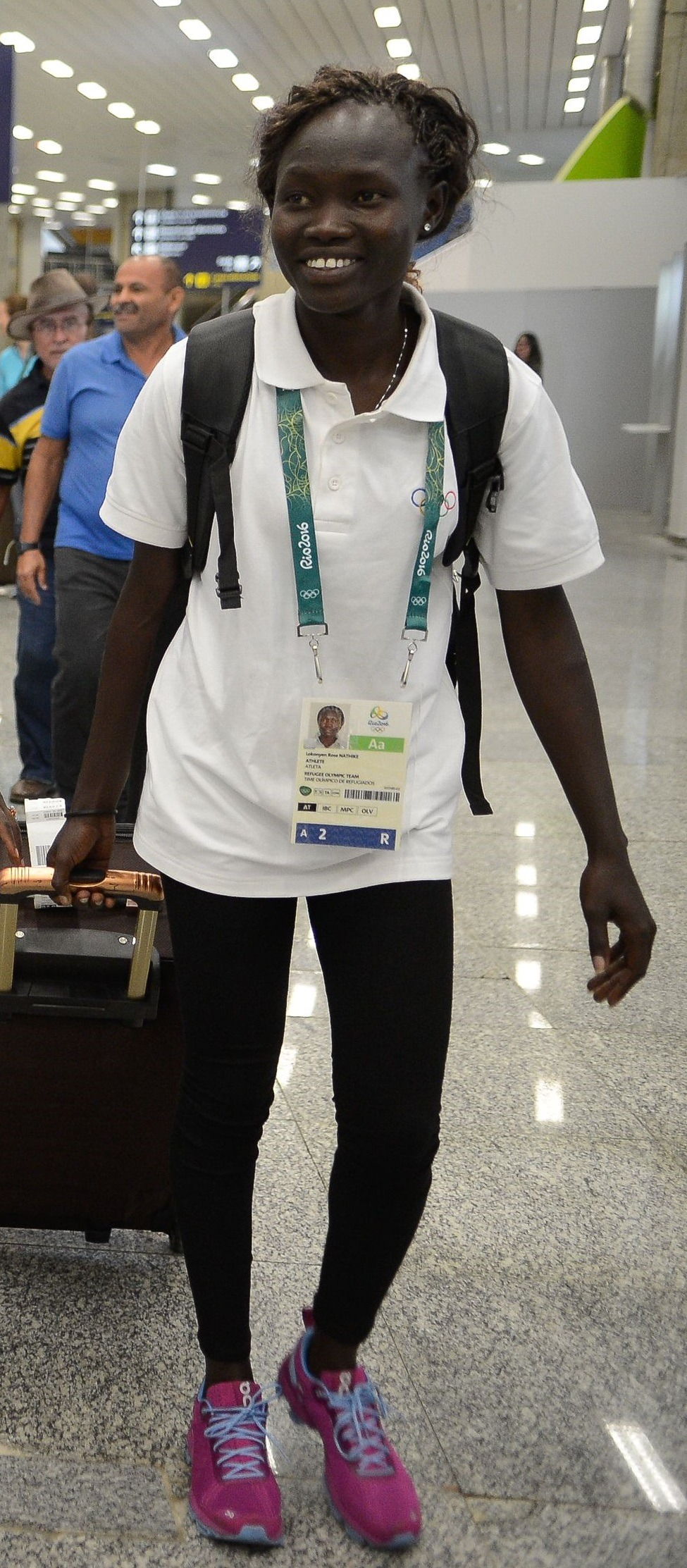
Rose Lokonyen llegando a Río de Janeiro.

El equipo de atletas refugiados que participó en los Juegos Olímpicos de Río de Janeiro 2016 fue revelado el día 3 de junio del mismo año. Estaba conformado por 10 atletas y además se nombró como jefa de la misión a la keniana Tegla Loroupe y como su delegada a la brasileña Isabela Mazão. La abanderada en la ceremonia de apertura fue Rose Lokonyen.

### Juegos Olímpicos de Tokio 2020
Durante la 133.ª sesión del COI en Buenos Aires en octubre de 2018 se aprobó la participación de un equipo de refugiados para los Juegos Olímpicos de Tokio 2020. Para Thomas Bach, presidente de la organización, se autorizó nuevamente dicha iniciativa, pese a que, según declaró: «En un mundo ideal, este equipo no debería existir. Pero, desafortunadamente, las razones por las que creamos este equipo antes de Río 2016 todavía persisten».

### Juegos Olímpicos de París 2024
La boxeadora camerunesa Cindy Ngamba consiguió la primera medalla de la historia para el Equipo Olímpico de Atletas Refugiados en los Juegos Olímpicos de París 2024, en la categoría de hasta 75 kg.
Medallero por edición
| Evento              | Oro | Plata | Bronce | Total |
| ------------------- | --- | ----- | ------ | ----- |
| Río de Janeiro 2016 | 0   | 0     | 0      | 0     |
| Tokio 2020          | 0   | 0     | 0      | 0     |
| París 2024          | 0   | 0     | 1      | 1     |
| TOTAL               | 0   | 0     | 1      | 1     |